# KLRF1
KLRF1 (англ. Killer cell lectin like receptor F1) – білок, який кодується однойменним геном, розташованим у людей на 12-й хромосомі. Довжина поліпептидного ланцюга білка становить 232 амінокислот, а молекулярна маса — 26 666.
| 10         |  | 20         |  | 30         |  | 40         |  | 50         |
| ---------- |  | ---------- |  | ---------- |  | ---------- |  | ---------- |
| MQDEERYMTL |  | NVQSKKRSSA |  | QTSQLTFKDY |  | SVTLHWYKIL |  | LGISGTVNGI |
| LTLTLISLIL |  | LVSQGVLLKC |  | QKGSCSNATQ |  | YEDTGDLKVN |  | NGTRRNISNK |
| DLCASRSADQ |  | TVLCQSEWLK |  | YQGKCCYWFS |  | NEMKSWSDSY |  | VYCLERKSHL |
| LIIHDQLEMA |  | FIQKNLRQLN |  | YVWIGLNFTS |  | LKMTWTWVDG |  | SPIDSKIFFI |
| KGPAKENSCA |  | AIKESKIFSE |  | TCSSVFKWIC |  | QY         |  |            |

A: Аланін

C: Цистеїн

D: Аспарагінова кислота

E: Глутамінова кислота

F: Фенілаланін

G: Гліцин

H: Гістидин

I: Ізолейцин

K: Лізин

L: Лейцин

M: Метіонін

N: Аспарагін

P: Пролін

Q: Глутамін

R: Аргінін

S: Серин

T: Треонін

V: Валін

W: Триптофан

Кодований геном білок за функцією належить до рецепторів. 
Задіяний у такому біологічному процесі, як альтернативний сплайсинг. 
Білок має сайт для зв'язування з лектинами. 
Локалізований у мембрані.